# 時間怪談
「時間怪談」（じかんかいだん）は、廣済堂出版より発刊された、井上雅彦が監修する書き下ろしアンソロジー「異形コレクション」シリーズの中の一冊、および井上が提唱しているホラー小説ジャンルのひとつである。ここでは、時間怪談そのものについて言及する。廣済堂出版より発刊された異形コレクションシリーズの中の一冊については、時間怪談 (小説) を参照。

## 時間怪談
過去や未来へ移動するタイムトラベルのように、時間に関係するホラー小説である。ただし、SFと比べると何点か相違が見られる。以下、その相違について言及する。

### SFの思考と時間怪談の思考
SF小説が展開される上で、どれだけ論理的で、時系列上矛盾なく物語が進行しているかといった論理性に注目しているのに対して、時間怪談においてはホラー小説特有の恐怖、不条理、驚愕、死への恐怖といった感情を引き起こす展開が多い。もっとも、SF、ホラーの明確な区分けは難しいが、概して上記のような違いがある。

### 過去や未来へ移動する手段
過去
SFではタイムマシンに代表される機械により時間旅行を行い、タイムマシンに対して疑似科学的な説明が付加される。それに対して、時間怪談では以下のものがある。
- 幽霊、超自然的存在、人間の想念により過去へ移動する。（チャールズ・ディケンズの1843年の小説『クリスマス・キャロル）
- 鉄道などの普通の乗り物に超自然的な力が作用する。
- 普段身に着けてなかった日用品を付けたために超自然的な力が作用して過去へ移動する。

未来
時間怪談では、未来については、たいてい死の未来または不幸な未来を予言や予知夢で知らされることが多い。また、幽霊やもう一人の自分（ドッペルゲンガー）によって不幸な未来を警告する物語が多く見られる。

### その他
過去を覗いたり、未来からの警告といった時間怪談以外に次のものがある。
- 決められた時間を無限ループする
- 「過去」を「記憶」と解釈し、記憶に関する怪談とするもの

作品の中には、時間怪談であることを意外な結末として使っている作品も多い。したがって、物語次第では時間怪談と紹介するのが難しいものがある。（ちょうど、推理小説での「信用できない語り手」や「一人二役」の作品名を最初に話せないようなものである）

## 時間怪談が登場する作品

### 小説
時間怪談（井上雅彦監修） 1999年
廣済堂出版:ISBN 4331607488
表紙　カバークリーチャー:韮沢靖「SCARLET LEGACY」　写真:丹波修
扉作者:ヒロモト森一
帯アオリ文句は、「全篇新作書き下ろし」「時の狭間を彷徨う恐怖」
時間怪談と初めて銘打った書き下ろしホラーアンソロジー。詳細は、時間怪談を参照。
異形ミュージアム（徳間文庫）I　時間怪談傑作選 妖魔ヶ刻（井上雅彦編） 2000年　　　
徳間書店:ISBN 4198913528
カバーフォト:荒木経惟
カバーデザイン:辰巳四郎
帯アオリ文句
「異形」の新バージョン誕生！恐怖の殿堂へようこそ　頁（ドア）を開けば、ほうら、極上の戦慄と悲鳴……！
廣済堂出版の時間怪談が書き下ろしに対して、過去に発表された作品集。詳細は、時間怪談傑作選「妖魔ヶ刻」を参照。
クリスマス・キャロル（ディケンズ）
信号手（ディケンズ）
河出文庫『世界怪談名作選　上』
こわい（ジャック・フィニィ）
異色作家短編集『レベル３』
炎天（ハーヴィー）
創元＜怪奇小説傑作選１＞
クリスマスの出会い（ローズマリー・ティンバリー）
早川文庫『ロアルド・ダールの幽霊物語』
タイムスキップ（チャールズ・デ＝リント）
新潮文庫『幽霊世界』
輪廻（リュイス・シャイナー）
徳間文庫『恐怖のハロウィーン』
竜（レイ・ブラッドベリ）
創元SF文庫『ウは宇宙船のウ』
よけいなものが（井上雅彦）
角川ホラー文庫『異形博覧会』
舞台恐怖症（井上雅彦）
角川ホラー文庫『異形博覧会』
凶夢（星新一）
新潮文庫『凶夢など30』
酔歩する男（小林泰三）
角川ホラー文庫『玩具修理者』
鉄道員（ぽっぽや）（浅田次郎）
集英社『鉄道員』
昨日公園（朱川湊人）
『都市伝説セピア』（文藝春秋、2003年9月発行、ISBN 4163222103）
『都市伝説セピア』（文庫）（文春文庫、2006年4月発行、ISBN 4167712016

### コミック
暑い日（水木しげる）
角川ホラー文庫『異悦録 水木しげるの世界』

### 映像作品
『世にも奇妙な物語』
番組の性格上、ホラーものが多く時間怪談も時折見られる。
- だれかに似た人（原作阿刀田高）

死の予兆がテーマ。主演：斉藤慶子
- 8時50分　出演：桜田淳子、岸田今日子
- 占いセット　出演：田中美佐子、中尾ミエ
- 三人死ぬ　主演：露口茂
- 笑う女　出演：榎木孝明、真行寺君枝
- 残像　主演：宮川一朗太
- リフレイン　主演：松崎しげる
- 戦争はなかった（原作小松左京）　主演：林隆三
- 顔色　主演：渡辺満里奈
- 指輪　主演：黒木瞳
- 5分後の女　主演：安田成美
- あなたの物語　主演：小西真奈美
- 昨日公園（原作朱川湊人）

上記の「昨日公園」の映像化。主演：堂本光一
- これ……見て……　主演：戸田恵梨香